# Erik Jansson
Erik Jansson (n. 14 mai 1907, Sundborn, Comitatul Dalarna, Suedia – d. 24 iulie 1993, Uppsala, Uppsala län, Suedia) a fost un ciclist suedez, medaliat olimpic. A participat la o ediție a Jocurilor Olimpice (1928) în care a câștigat o medalie de bronz.

## Participări
Lista de mai jos prezintă principalele competiții la care a participat Erik Jansson de-a lungul carierei.
- cycling at the 1928 Summer Olympics – men's team road race[*]